# ريسير أف أس
ريسير أف أس (بالإنجليزية: ReiserFS)‏  هو نظام ملفات مزود بقيد حوادث صممه  بهانز ريسر Hans Reiser بسبب افتقار نظام إكس تي 2 للسجلات، حيث أضاف بهانز التوثيق وحسن جوانب أخرى كثيرة من نظام إكس تي 2. أدت كل من فهرسة وروتينات المتقدمة للتخصيص للمربعات إلى اسراع نظام الملفات بشكل كبير، خاصة عند التعامل مع الملفات الصغيرة الحجم على غرار ملفات 1 كيلو بايت. حصل نظام الملفات الجديد هذا على الكثير من الثناء وعلى دعمالكثير من توزيعات لينكس مثل سوزي، حتى قررت الشركة الانتقال إلى نظام إكس تي 3 في 12 أكتوبر 2006.<ref name = shankland1>Shankland، Stephen (12 أكتوبر 2006). "Novell makes file storage software shift". Business Tech. cnet. مؤرشف من الأصل في 2013-01-19.